# 湯浦温泉
湯浦温泉（ゆのうらおんせん）は、熊本県葦北郡芦北町湯浦（旧国肥後国）にある温泉。

## 泉質
- 単純温泉[1]
  - 泉温：42 ℃

## 温泉街
芦北町中心部から南に1.5 km進んだ先にある山あいの田園地帯にある温泉。
日帰り温泉施設2軒と共同浴場3軒、日帰り入浴も扱う旅館が1軒存在する。

### 温泉施設一覧
- 湯浦温泉センター[2]（日帰り入浴施設）
- ヘルシーパーク芦北（日帰り入浴施設）
- 岩の湯（共同浴場）
- ささ原温泉（共同浴場）
- 長寿の湯（共同浴場）- 以前は旅館だった
- 亀井荘[3]（旅館）

## 歴史
開湯は奈良時代の宝亀年間（770 - 780年）。古くは宿場町として賑わったが、寛政2年（1790年）の大洪水で川筋の温泉はほとんどが破壊された。
明治・大正に温泉開発が盛んとなり、復興した。

## アクセス
- 肥薩おれんじ鉄道・肥薩おれんじ鉄道線湯浦駅より、徒歩約5分。
- 南九州西回り自動車道芦北ICより国道3号経由、車で10分。